# روث مورلي
روث مورلي (بالإنجليزية: Ruth Morley)‏ هي مصممة أزياء تقليدية أمريكية، ولدت في 19 نوفمبر 1925 في فيينا في النمسا، وتوفيت في 12 فبراير 1991 في ذا برونكس في الولايات المتحدة بسبب سرطان الثدي.

## وصلات خارجية
- روث مورلي على موقع IMDb (الإنجليزية)
- روث مورلي على موقع ألو سيني (الفرنسية)
- روث مورلي على موقع أول موفي (الإنجليزية)
- روث مورلي على موقع قاعدة بيانات برودواي على الإنترنت (الإنجليزية)
- روث مورلي على موقع قاعدة بيانات الأفلام السويدية (السويدية)
- روث مورلي على موقع قاعدة بيانات الفيلم (الإنجليزية)
- روث مورلي على موقع كينوبويسك (الروسية)